# Павле Перић
Павле Перић (Прокупље, 7. август 1998) српски је одбојкаш. Игра на позицији примача сервиса, а тренутно наступа за Топ волеј и репрезентацију Србије.

## Каријера
Перић је одбојку почео да тренира у Топличанину из родног Прокупља. Одатле је прешао у новосадску Војводину где је започео професионалну каријеру. Награђен је као најбољи спортиста Покрајине за 2020. годину, према избору листа Дневник. После Војводине је наступао за Олимпијакос, а затим још годину дана за Фенербахче. У јулу 2023. године је потписао за италијански Топ волеј.